# Сарор, Марко
Марко Сарор Агуад (исп. Marko Zaror Aguad, род. 10 июня 1978, Сантьяго, Чили) — чилийский актёр и мастер боевых искусств.

## Биография
Марко Сарор, под влиянием матери, инструктора по карате, с раннего возраста начал заниматься боевыми искусствами. Повзрослев, он получил второй дан в каратэ и тхэквондо. Когда ему исполнилось 18 лет, он переехал в Мехико и начал работать в модельном бизнесе, будучи «визитной карточкой» таких известных брендов как «Hugo Boss» и «Valentino». Живя в Мехико, Марко начал сниматься в малобюджетных фильмах.
Спрос на латино-американские фильмы возрастал, и Марко решил принять участие в малобюджетном фильме Эрнесто Диаса под названием «Палач» (исп. El Tronador; 2005), первом проекте компании «Mandrill Films». Совместно с Эрнесто Диасом Эспиносой и Дереком Ранделем был снят чилийский боевик «Цепной пёс» (исп. Kiltro).

## Фильмография
- 1998 — Хуан Каманей в Акапулько / Juan Camaney en Acapulco — Хуан Каманей
- 2001 — Железные люди / Hard As Nails — русский телохранитель
- 2002 — В пламени / Into the Flames — Макс
- 2006 — Цепной пёс / Kiltro — Самир
- 2007 — Удар тигра / Chinango — Браулио Бо
- 2007 — Человек-Мираж / Mirageman — Мако Гутьеррес
- 2009 — Мандриль / Mandrill — Мандриль
- 2010 — Неоспоримый 3 / Undisputed III: Redemption — Рауль «Dolor» Киньонес[3].
- 2010 — Мифы и легенды: Новый альянс / Mitos y Leyendas: La Nueva Alianza — Маримото
- 2013 — Мачете убивает / Machete Kills — Сарор[4].
- 2014 — Спаситель / The Redeemer — Nicky Pardo[5].
- 2015 — 100 лет / 100 Years — плохой парень
- 2017 — Дикий пёс / Savage Dog — Растиньяк
- 2019 — Алита: Боевой ангел / Alita: Battle Angel — Аджакутти
- 2023 — Джон Уик 4 / John Wick IV — Чиди
- 2023 — Кулак Кондора —  Guerrero / Gemelo (близнецы)
- 2024 — Игра киллера / The Killer's Game — Ботас
- 2025 — Рейс на вылет / Fight or Flight  — Каетане Мантоя
- 2025 — Дьявол / Diablo —  Эль Корво
- 2025 — Танцы на ринге / Dancing in the Ring  —  Артуро Годой